# Dubina (Krchleby)
Dubina je osada jižně od Krchleb v okrese Kutná Hora.

## Poloha a popis
Od Krchleb leží přes 2 km daleko směrem na jih, na okraji pásma lesů, které se táhnou podél Jánského potoka, v místech, kde se rovinaté okolí Čáslavi pozvolna zdvíhá k předhůří Českomoravské vrchoviny. Má jen 9 stavení a sotva 2 desítky stálých obyvatel. Od Krchleb k ní vede jen prašná vozová cesta, lidé v minulosti chodívali na nákup, do školy-malotřídky, do hospody či na autobus po pěšince přes pole na bližší Štrampouch, který je částí obce Žáky. Nyní vede do Dubiny od Štrampouchu úzká asfaltka a cesta do Krchleb zarůstá.
Na malebném návrší na okraji Štrampouchu poblíž cesty k Dubině kdysi stával větrný mlýn, který před mnoha lety vybudovali přistěhovalci z Holandska. V 19. století ještě fungoval, na počátku 20. století měl ještě střechu kuželovitého tvaru, v polovině 20. století ještě stála větší část mohutné válcovité budovy.

## Střelnice
Na horním konci Dubiny bývala vojenská střelnice. Jezdili sem cvičit vojáci z posádky v Čáslavi. Samotná střelnice byla dlouhá zpola otevřená stavba z prken konzervovaných karbolou. Před ní se rozprostíral rozlehlý obdélník vykáceného lesa, na konci ohraničený tzv. „kugelfangem“ (chytačem kulí - vyvýšeným náspem zakončeným vysokou betonovou zdí). Tento název svědčí o tom, že střelnice pravděpodobně vznikla už v dobách starého Rakouska. Napříč cvičným prostorem vedly zákopy pro obsluhu terčů a také několik kolejí, po nichž jezdily vozíky s pohyblivými terči, poháněné lany z pevně umístěných navíjecích zařízení. Střelnice byla zrušena na počátku 60. let 20. století, ale ještě dlouho potom bylo možno v okolí najít vystřílené nábojnice, padáčky od světlic apod.

## Jánský mlýn
Nedaleko Dubiny v zalesněném údolí Jánského potoka stojí bývalý Jánský mlýn. Mlelo se v něm ještě ve 20. letech 20. století. Přes starobylý klenutý kamenný most k němu vedla lesní cesta od Krchleb, kterou nechal vydláždit profesor Ing. Dr. Josef Anderle, rodák z Čáslavi, pozdější rektor ČVUT. Se svojí rodinou (rodiči a dvěma sestrami) sem chodil z Čáslavi pěšky na nedělní vycházky a jezdil do Jánského mlýna i na letní byt.

## Vila

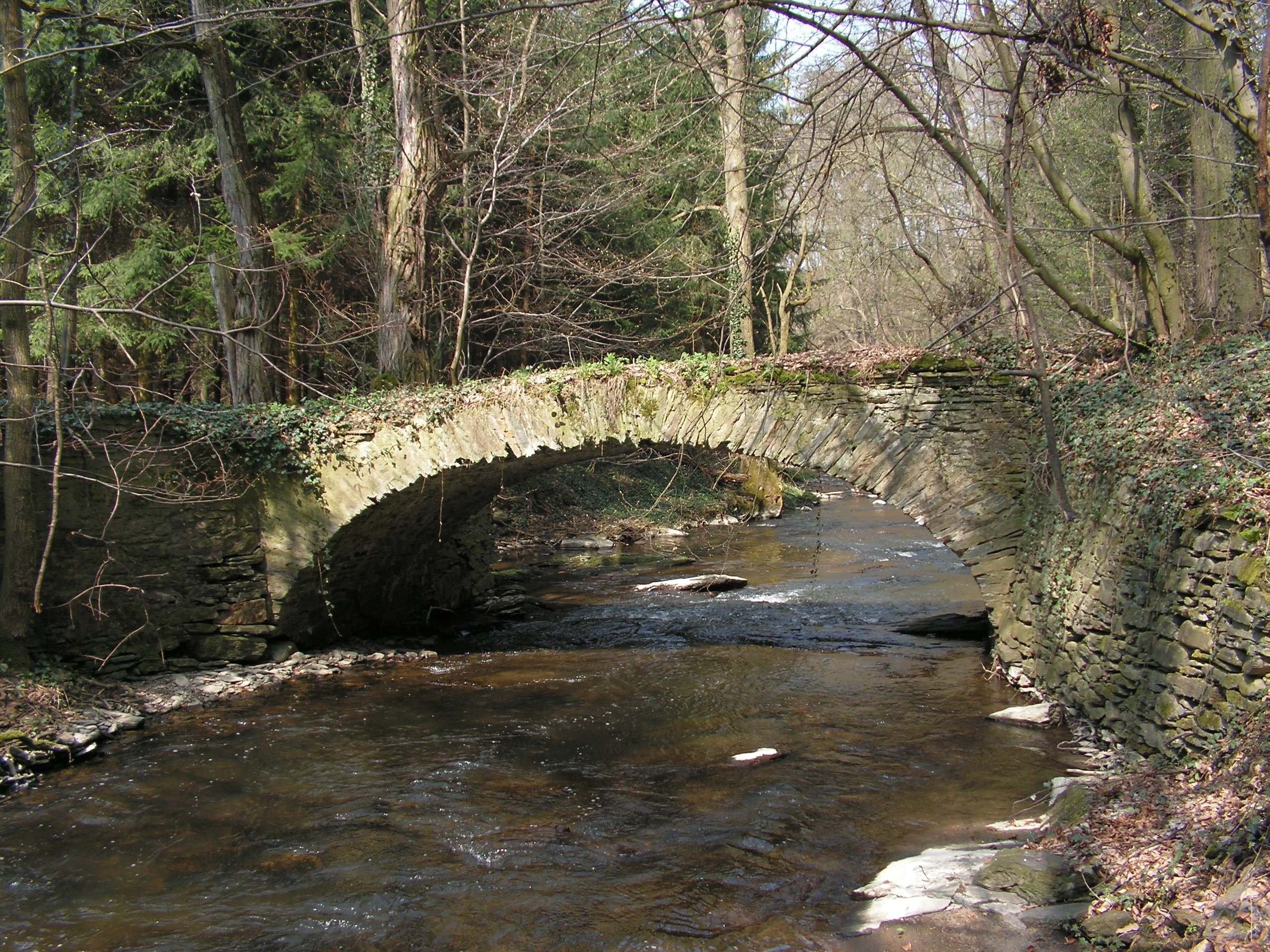
Starobylý most přes Jánský potok

Profesoru Anderlemu se toto místo tak líbilo, že si v roce 1933 nechal u lesa na okraji Krchlebské Dubiny postavit dům, který se podstatně lišil od okolních zemědělských stavení. Jeho obyvatelé i lidé v okolí mu říkali „vila“. Byly v něm použity některé v té době moderní prvky: v domě byly dvě koupelny a WC s tekoucí vodou, na půdě byl umístěn veliký ocelový „rezervoir“, do něhož doplňovala vodu ze studny pumpa s otočným kolem, které pomocí řemenice poháněl vedle stojící benzinový motor značky Slávia. Přestože do vsi ještě nebyla zavedena elektřina, byly na stropech vily žárovičky, napájené z plochých baterií, které byly umístěny v každé místnosti v kožených pouzdrech přibitých na futra dveří. V blízkosti domu bylo velké „alpinum“ s cizokrajnými květinami a dřevinami a velikými balvany (které přitáhla koňská spřežení z nedalekého Jánského potoka). V okolí domu byly četné další okrasné dřeviny, např. krvavý buk, stříbrný smrk, thuje, jalovec, tis, rododendron, kdoulovec, mahony apod. Od domu k vratům vedla cesta lemovaná živým plotem. V zahradě byly vysázeny i ovocné stromy do jam, vykopaných v původně kamenité pláni. Byly tam i tehdy neobvyklé druhy ovoce jako mirabelky, mirabolány, jablka „soudky“ apod.